# Editorial La Galera
Editorial La Galera és un segell editorial català fundat el 1963 per Andreu Dòria i Dexeus, amb l'objectiu de promooure una literatura infantil i juvenil de qualitat, moderna, d'acord amb una pedagogia renovadora, i el servei a l'escola catalana i a la cultura de Catalunya. Durant els anys seixanta i setanta va publicar llibres d'aleshores autors novells com Sebastià Sorribas, Josep Vallverdú, Joaquim Carbó, Emili Teixidor i Gabriel Janer Manila, que la van convertir en punt de referència no sols a Catalunya sinó també a la resta d'Espanya. La Galera va formar part d'un canvi literari iniciat a principi dels anys seixanta en què participaren escriptors, editorials, escoles, mestres i mitjans de comunicació.
El 1992 es van integrar dins de la Fundació Enciclopèdia Catalana. La societat es va tornar cada cop menys lectora a causa de l'aparició de referents culturals nous. A més, cada vegada hi havia més títols d'aquí i de fora i es feia difícil distingir la literatura de qualitat. A tot això, cal afegir que els mitjans de comunicació dedicaven cada cop menys espai a la literatura en general, i a la literatura infantil i juvenil en concret. Malgrat la situació, La Galera va reeixir sobreviure, mentre moltes altres editorials germanes van haver de tancar les portes definitivament. Ho va fer renovant i actualitzant el seu fons literari i renovant i creant col·leccions, que reponien al menester canviat de la nova generació. Aquest increment del fons i de les col·leccions s'ha centrat, sobretot, els darrers anys en dos eixos bàsics de l'editorial: la narrativa i els àlbums il·lustrats, els dos puntals de La Galera també en l'actualitat.
Es va mantenir com a editorial fins al 2022, any en què es va dissoldre la societat mercantil i va passar a ser un segell editorial del Grup Enciclopèdia.
Actualment La Galera és un segell d'Abacus Futur, un projecte editorial i audiovisual inicat el 2024.

## Fons editorial
En el primer mig centenari, el 2013 La Galera ja havia publicat més de 5.000 títols repartits en cent-cinquanta col·leccions. Durant els anys setanta van promoure la col·lecció A poc a poc i el llibre Viatge per la història de Catalunya, de Maria Novell i Oriol Vergés, il·lustrat per Fina Rifà, que constituí tota una fita. Els anys vuitanta i noranta van promoure les col·leccions El Cargol i El Bagul. Molts dels llibres que ha publicat s'han traduït al castellà i alguns a l'aragonès, l'asturià, el gallec, l'èuscar, el francès, l'anglès, l'italià, l'alemany, el sard, el finès, el portuguès, l'eslovè i el rus.

## Premis
El seu esforç per a difondre la literatura catalana entre els més joves li ha valgut nombrosos reconeixements, com el Premi Nacional del Llibre, atorgat per la Generalitat de Catalunya i que ha rebut en diverses ocasions, el Premi Crítica Serra d'Or i la Creu de Sant Jordi, rebuda el 1988.
A més, convoca cada any un dels premis de narrativa infantil més antic i de més prestigi de la literatura catalana: el Premi Josep Maria Folch i Torres de novel·les per a nois i noies, que té al seu càrrec des del 1965. Així mateix, convoca el Premi Joaquim Ruyra de narrativa juvenil, edita el premi Ciutat d'Olot i el premi Guillem Cifre de Colonya i, des del 1998, convoca el premi de contes per a infants Hospital Sant Joan de Déu, juntament amb l'Hospital i el Cercle de Lectors. A més, el 2008 l'editorial ha creat el Premio La Galera Jóvenes Lectores, el cinquè més ben dotat del país.Des del 2021 convoca també el Premi Emili Teixidor per a primers lectors.
El 2013, la Biblioteca Jaume Fuster de Barcelona va organitzar una exposició a l'ocasió del mig centenari de l'editorial.